# Neervelp
Neervelp is een dorp in de Belgische provincie Vlaams-Brabant en een deelgemeente van Boutersem.

## Toponymie
Het toponiem Velp is van Keltische oorsprong. De laatste p is afkomstig van apa (water) en het eerste deel komt mogelijk van falwa dat vaal betekent (vale kleur van het water). Een andere verklaring wijst naar felwa (wilg), en in dat geval zou Velp dus wilgenwater betekenen. Het voorvoegsel Neer heeft de betekenis afwaarts, naar beneden.
De naam Neervelp kan dan ook verklaard worden als afwaarts wilgenwater of afwaarts het vale water.

## Geschiedenis
Neervelp was historisch een zelfstandige gemeente, totdat deze in 1965 opging in de fusiegemeente Honsem. Deze bestond slechts een aantal jaar, waarna Neervelp in 1977 overgeheveld werd naar de gemeente Boutersem.

## Bezienswaardigheden
- De Sint-Remigiuskerk.
- De Molen Wits

## Natuur en landschap
Neervelp ligt aan de Velp, die in noordoostelijke richting stroomt. Diverse kasseiwegen en holle wegen liggen in het landschap. De hoogte bedraagt 66-87 meter.

## Demografische ontwikkeling
- Bronnen:NIS, Opm:1831 tot en met 1970=volkstellingen

## Mobiliteit

### Openbaar vervoer
Neervelp wordt ontsloten met lijn 6 (Wijgmaal-Leuven-Neervelp-Hoegaarden). Deze lijn van De Lijn geeft de inwoners van de deelgemeente de kans om zich elk uur naar Leuven te verplaatsen. De scholieren die les volgen in Meldert of Hoegaarden kunnen ook van deze lijn gebruikmaken om zich naar de desbetreffende scholen te begeven. Voor intergemeentelijke verplaatsingen kunnen de inwoners van Neervelp gebruikmaken van de belbus Tienen-Boutersem-Hoegaarden. Op dinsdagvoormiddag is sinds 8 januari 2007 ook een marktbus (lijn 680) voorzien die de inwoners naar de markt in Tienen kan vervoert.

### Wegennet
Het op- en afrittencomplex van de E40 te Neervelp wordt door tal van Boutersemse politici een historische vergissing genoemd. Voorstellen rond de aanleg van een nieuwe op- en afrit vanaf de E40 in Willebringen naar de N3 (Leuven-Tienen) werden echter verworpen. Andere belangrijke wegen in het dorp zijn de N234 die Neervelp met Boutersem en Bevekom verbindt en de Neervelpsestraat die naar Bierbeek leidt.

## Nabijgelegen kernen
Opvelp, Bierbeek, Bremt, Vertrijk, Willebringen